# Paul Schick (Schriftsteller)
Paul Schick (* 1928 in Heidelberg; † 2011) war ein deutscher Lehrer und Schriftsteller.

## Leben
Er wuchs im Heidelberger Stadtteil Handschuhsheim auf, wo er Volksschule und Gymnasium besuchte, bevor er 1944 Flakhelfer wurde und wenig später zum Reichsarbeitsdienst eingezogen wurde. Das Kriegsende erlebte er im Allgäu, danach kehrte er nach Heidelberg zurück, wo er 1949 am Bunsen-Gymnasium Heidelberg das Abitur nachholte. Nach dem Lehrer-Examen 1951 war er als Lehrer tätig, ab 1959 an der Grund- und Hauptschule in Ziegelhausen, deren Rektor er 1970 wurde. 1993 trat er in den Ruhestand.
Er gehörte zu den Mitbegründern des Stadtteilvereins Ziegelhausen und Peterstal, dessen Ehrenvorsitz er ab 1984 bis zu seinem Tod innehatte.

## Werk
Bevor er sich für den Beruf des Lehrers entschied, wollte Schick Journalist werden, da er sich auch zum Schreiben berufen fühlte. Seine ersten Artikel erschienen 1949 in den Vereinsheften des Gesangvereins Thalia, dem er ab 1947 angehörte. Ab den späten 1950er Jahren entstanden dann mehrere Kinderbücher, außerdem mit Die verschwiegene Dschunke von 1960 die dramatische Nachdichtung einer chinesischen Novelle aus der Ming-Zeit.
Ab den 1970er Jahren konzentrierte sich Schick auf die Sammlung kurpfälzer Sagen, Witze und Gassenverse, die er in zahlreichen Bänden sammelte, darunter 1974 die Sagensammlung Hookemann und Hexenritt, 1991 die Anekdotensammlung Perkeo lacht und 2009 eine Sammlung jüdischer Witze und Anekdoten aus der Kurpfalz.